# Ljudziđue
Šest zdravilnih zvokov ali ljudziđue (六字訣) je ena izmed najbolj pogostih oblik medicinskega qigonga, pri kateri z izbranim zvokom zdravimo sklope telesnih organov. Poleg vadbe zvokov običajno vključuje tudi z dihanjem usklajene gibe, ki spremljajo vadbo določenih zvokov.

## Zgodovina
Že proti koncu 3. stoletja pr.n.š. se pojavi najstarejše poročilo o vadbi nekih zdravilnih zvokov. Najstarejšo ohranjeno omembo  nam poznanih Šestih zdravilnih zvokov pa je v delu Jangśingjanminglu (养性延命录) zabeležil zdravnik Tao Hungdžing (456- 536). Okrog leta 600 n.š. je budistični menih Dži Džvan zvoke naštel kot Hui, Hu, Śi, Ke, Śu in Si. V povezavi z zdravilnimi zvoki so telesni gibi prvič omenjeni šele pri Hu Venhvanu in Gao Ljanu iz časa dinastije Ming.

## Teoretična osnova
Šest zdravilnih zvokov ima svojo teoretično osnovo v tradicionalni kitajski medicini, ki med drugim zagovarja doktrino petih elementov in petih notranjih organov. Po trditvi Si-Mjao Suna iz časa dinastije Tang naj bi vadba Šestih zdravilnih zvokov prinašala večje učinke za zdravje kot najbolj čudežne pilule. Osnovni princip vadbe zdravilnih zvokov je v tem, da naj bi z določenim glasom s pomočjo pljuč (dihanja) iz določenega organa odstranili neravnovesje. Šest zdravilnih zvokov naj bi pomagalo pri odstranjevanju odvečne vročine iz organov. V devetdesetih letih 20. stoletja je Šest zdravilnih zvokov preučeval institut za biokibernetiko in feedback, ki je ugotovil, da vadba zdravilnih zvokovv možganih okrepi fekvence alfa in theta.

## Posamezni zvoki
Vadimo tišje zvoke, saj bi glasni zvoki povzročili napetost v organih, poseldično pa naj bi prišlo do stagnacije qija. Zvoke običajno vadimo vsakega po šestkrat. Če je posamezen organ obolel, zvok tega organa ponavljamo vsaj 36-krat. Zvoke lahko vadimo v določenem zaporedju ali pa le izbranega za določeno bolezen. Obstajajo različna zaporedja vaj, ki jih spremljajo tudi različne oblike telesnih gibov:
| Elementi                       | les                        | ogenj                          | zemlja                     | kovina                                | voda                                           | ogenj                                 |
| ------------------------------ | -------------------------- | ------------------------------ | -------------------------- | ------------------------------------- | ---------------------------------------------- | ------------------------------------- |
| Zdravilni zvok                 | 噓 Śu                      | 呵 He/Ke                       | 呼 Hu                      | 呬 Si                                 | 吹 Hui                                         | 嘻 Śi                                 |
| Izgovorjava                    | »Śü«; jezik je tik ob nebu | »Hə«, »Ha«; široko odprta usta | »Hu«; zvok globoko iz grla | »Sə« oziroma »Sss«; jezik je za zobmi | »Hvei«, »Fu«; kot da bi skušali upihniti svečo | »Śi/Hi« ; z jezikom zgoraj in spredaj |
| Glavni organ                   | jetra                      | srce                           | vranica                    | pljuča                                | ledvica                                        | trodelni grelec                       |
| Stranski organ                 | žolčnik                    | tanko črevo                    | želodec                    | debelo črevo                          | sečni mehur                                    | osrčnik                               |
| Specifični organi              | oko                        | jezik                          | usta                       | nos                                   | uho                                            | /                                     |
| Zaporedje po Si-Miao Sunu:     | 1                          | 2                              | 3                          | 4                                     | 5                                              | 6                                     |
| Zaporedje po Jwing-Ming Yangu: | 5                          | 1                              | 2                          | 3                                     | 6                                              | 4                                     |
| Zaporedje po Howardu Reidu:    | 2                          | 3                              | 4                          | 5                                     | 1                                              | 6                                     |
| Zaporedje po Mantaku Chii:     | 3                          | 4                              | 5                          | 1                                     | 2                                              | 6                                     |